# Magyar Jégkorong Szövetség
Magyar Jégkorong Szövetség (Ungarischer Eishockeyverband) ist der nationale Eishockeyverband Ungarns.

## Geschichte
Der Verband wurde am 24. Januar 1927 in die Internationale Eishockey-Föderation aufgenommen. Die Nationalmannschaft nahm schon an den Olympischen Winterspielen von 1928 teil.
Der Verband gehört zu den IIHF-Vollmitgliedern. Aktueller Präsident ist Miklos Nemeth. 
Der Verband kümmert sich überwiegend um die Durchführung der Spiele der ungarischen Eishockeynationalmannschaft sowie der Frauen-Nationalmannschaft und der Junioren-Mannschaften. Zudem organisiert der Verband den Spielbetrieb auf Vereinsebene, unter anderem in der ungarischen Eishockeyliga.